# Clubiona plumbi
Clubiona plumbi är en spindelart som beskrevs av Willis J. Gertsch 1941. Clubiona plumbi ingår i släktet Clubiona och familjen säckspindlar. Inga underarter finns listade i Catalogue of Life.